# Laisse-moi te raconter...
 (août 2021).
Laisse-moi te raconter... les chemins de la vie est un roman de l'écrivain argentin Jorge Bucay paru en 1994 et en 2004 en France.